# 孕石忠高
孕石 忠高（はらみいし ただたか 生没年不詳）は、藤原南家工藤氏の流れを組む原光頼の子。孕石氏の始祖。子孫に孕石元泰がいる。

## 略歴
- 永享10年（1438年）、室町幕府6代将軍足利義教に兄弟と共に召し抱えられる。
- 永享11年（1439年）、永享の乱で足利持氏の追討に加わる。この戦で戦功を立てて孕石荘を与えられて孕石氏を称する。
- 嘉吉年間（1441年 - 1443年）、遠江国に孕石館を築く。

| スタブアイコン | サブスタブ | この項目は、まだ閲覧者の調べものの参照としては役立たない、人物に関連した書きかけの項目です。この項目を加筆・訂正などしてくださる協力者を求めています（P:人物伝/PJ:人物伝）。 |